# Koszary Mauretańskie

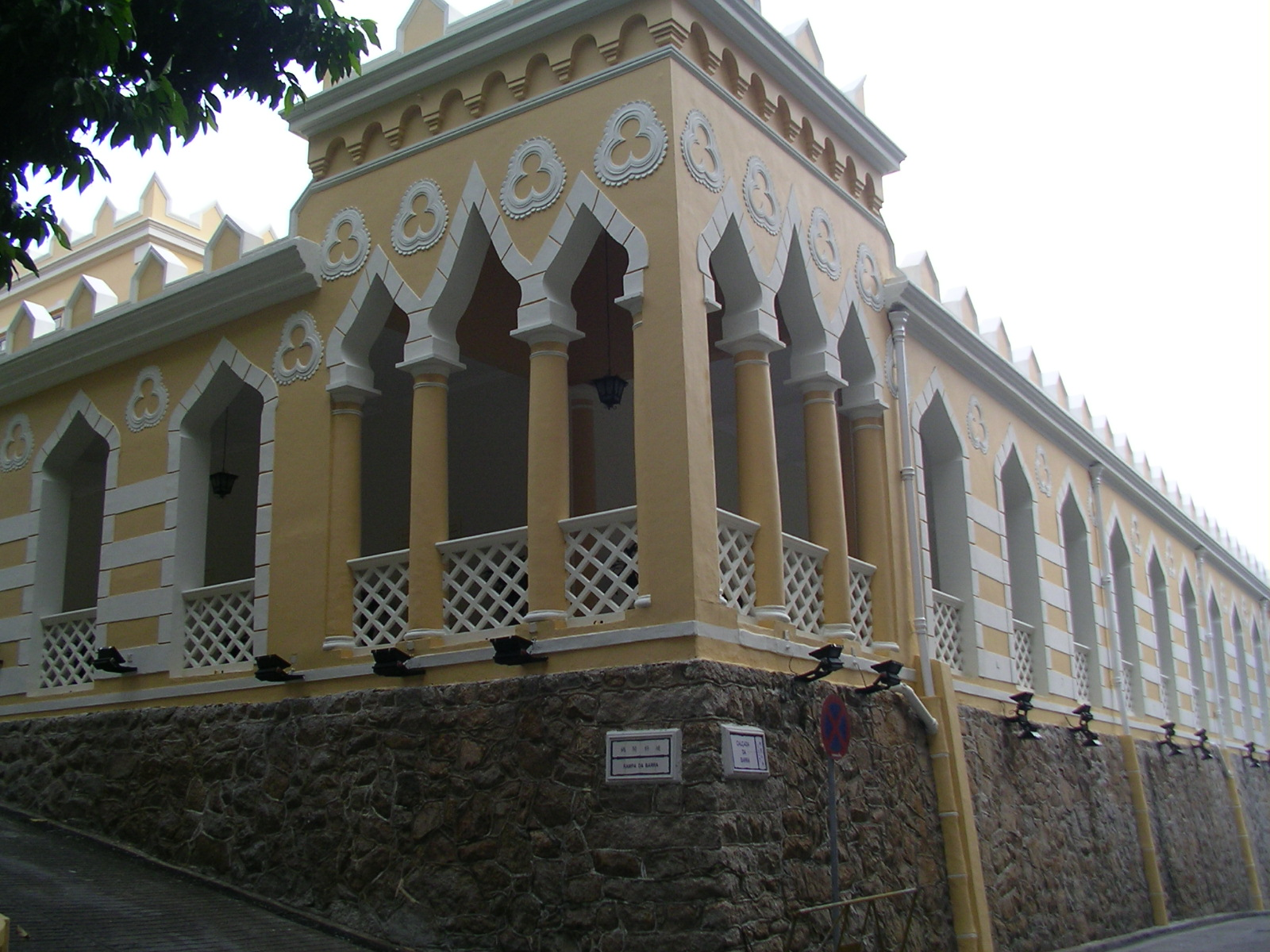
Koszary Mauretańskie

Koszary Mauretańskie (port.: Quartel dos Mouros, Edifíçio da Capitania dos Portos; chin. trad.: 摩爾兵營, 港務局大樓) – zabytkowy budynek w Makau pełniący dawniej funkcję koszar wojskowych, znajdujący się na liście światowego dziedzictwa UNESCO.
W 1871 roku, włoski architekt Cassuto zaprojektował budynek w stylu mauretańskim, w którym mieli przebywać żołnierze indyjskiego pułku z Goa, sprowadzeni do Makau w celu wzmocnienia sił porządkowych. Koszary wzniesiono w 1874 roku na zboczach Wzgórza Barra. Wedle źródeł historycznych, stacjonowało tam ok. 200 żołnierzy. W 1905 roku budynek przeszedł w ręce policji celnej i morskiej, a obecnie mieści się tam Urząd Morski Makau. W 2005 roku został wpisany na listę światowego dziedzictwa UNESCO, jako część zabytkowego centrum Makau.
Głównymi materiałami użytymi do wybudowania koszar były cegły i kamienie. Budynek ma wymiary ok. 67×37 m i został usytuowany na granitowej platformie, wyniesionej ponad poziom ulicy. Tylna część konstrukcji posiada dwa piętra, podczas gdy pozostałe fragmenty budowli mają tylko jedno piętro. Wszystkie ściany koszar, z wyjątkiem jednej, mieszczącej się naprzeciwko Wzgórza Barra, otoczone  są szerokimi na 4 m werandami z charakterystycznymi łukami. Budynek pomalowano na kolor jasnożółty, z czego większość ozdób i detali jest koloru białego.